# Список умерших в 1137 году

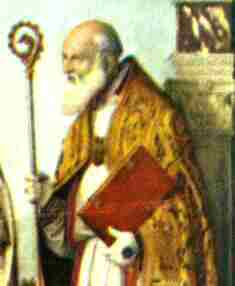
Олегар

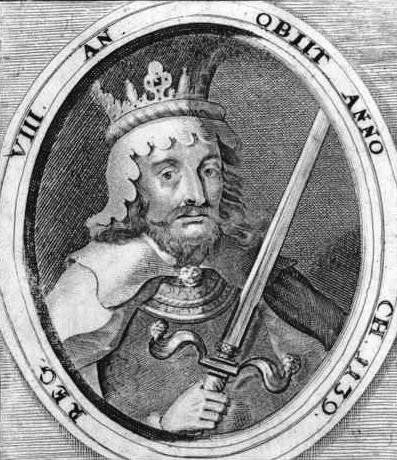
Эрик II Памятливый

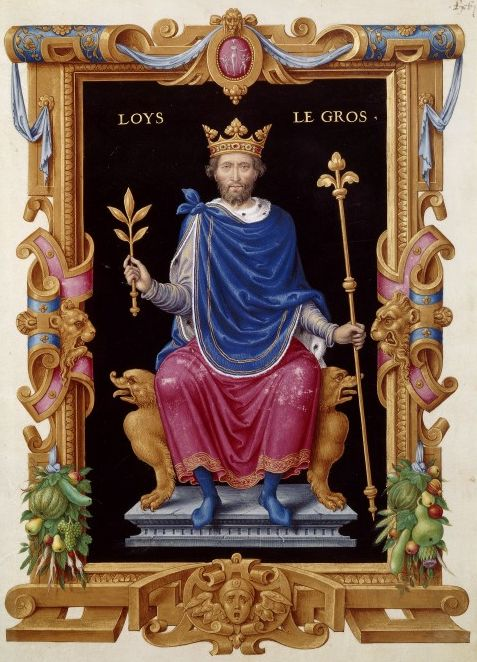
Людовик VI

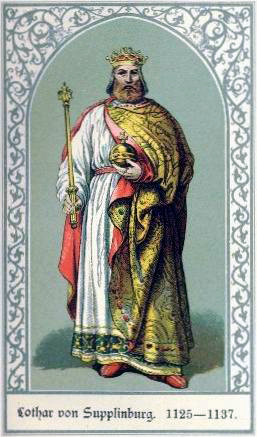
Лотарь II

В этой статье представлен список известных людей, умерших в 1137 году.
См. также: Категория:Умершие в 1137 году

## Март
- 6 марта — Олегар — епископ Барселоны (1015—1037), архиепископ Таррагоны (1118—1137). Блаженный римско-католической церкви.
- 8 марта — Адела Нормандская — дочь Вильгельма Завоевателя, графиня-консорт Блуа и Шартра, жена Этьена II де Блуа, мать английского короля Стефана Блуаского.
- 25 марта — Понс — граф Триполи (1112—1137). Казнён в мусульманском плену.

## Апрель
- 9 апреля — Гильом X Святой — герцог Аквитании, герцог Гаскони и граф Пуатье (как Гильом VIII) (1126—1137)

## Май
- 5 мая — Ассер[англ.] — епископ Лунда с 1089 года, первый архиепископ Лунда (1104—1137)
- 6 мая — Люсьенна де Рошфор — первая супруга Людовика VI (1104—1107).
- 29 мая — Бруно II Берг[нем.] — архиепископ Кёльна (1131—1137)

## Июнь
- 20 июня — Джон I[англ.] — епископ Рочестера (1125—1137)
- 23 июня — Адальберт I фон Саарбрюкен  — канцлер и советник императора Генриха V, архиепископ Майнца (1111—1137), примас Германии и Италии.

## Июль
- 1 июля — Гуго Спанхейм[нем.] — архиепископ Кёльна (1137)
- 10 июля — Пэйн ФицДжон[англ.] — англонормандский аристократ, приближённый короля Генриха I
- 12 июля — Герберга фон Каппенберг[нем.] — княгиня-аббатиса Кведлинбургское аббатства (1126—1137)
- 18 июля — Эрик II Памятливый — король Дании (1134—1137). Убит на народном собрании.

## Август
- 1 августа — Людовик VI Толстый — король Франции (1108—1137)

## Октябрь
- 9 октября — Генрих I[нем.] — епископ Фрайзинга (1098—1137)
- 30 октября — Сергий VII — последний независимый герцог Неаполя (1120/1123—1137). Погиб в сражении.

## Декабрь
- 4 декабря — Лотарь II — король Германии (1125—1137), Император Священной Римской империи (1133—1137), герцог Саксонии (1106—1137).
- 18 декабря — Манассия I де Гин — граф де Гин (последний из дома де Гин) (1075—1137)

## Дата неизвестна или требует уточнения
- Герман I фон Винценбург — граф Формбах и Радельберг (1109—1130), граф Винценбург и граф Райнхаузен (1122—1130), первый ландграф Тюрингии (1111—1130), маркграф Мейсена (1124—1130)
- Гисо V[нем.] — последний граф Гессенгау (1122—1137)
- Готфрид II фон Рабс — бургграф Нюрнберга (с ок. 1105).
- Григорий VIII — антипапа (1118—1121)
- Гримуальд[англ.] — итальянский святой римско-католической церкви.
- Грифид ап Кинан — король Гвинеда (1081—1137)
- Грифид ап Рис — король Дехейбарта (1116—1137)
- Диетард[нем.] — епископ Оснабрюка (1119—1137)
- Ингеборга Киевская — русская княжна, жена датского герцога Кнуда Лаварда.
- Ландульф Младший — итальянский хронист и церковный деятель, автор «Истории Милана».
- Мейлир — валлийский поэт
- Амори III де Монфор — сеньор де Монфор-л'Амори (1101—1137), граф д'Эврё (1118—1137), один из лидеров восстаний в Нормандии против власти английского короля Генриха I.
- Никифор Вриенний Младший — византийский государственный деятель эпохи Комнинов, автор исторических записок.
- Паю Мендеш[англ.] — архиепископ Браги (1118—1137)
- Ратта, Уберто — кардинал-священник церкви святого Клемента (1125—1137), архиепископ Пизы (1132—1137). Дата смерти предположительна.
- Уильям Ворелваст[англ.] — епископ Эксетера (1107—1137), начавший строительство нового собора.